# Euxoa contagionis
Euxoa contagionis är en fjärilsart som beskrevs av Smith 1900. Euxoa contagionis ingår i släktet Euxoa och familjen nattflyn. Inga underarter finns listade i Catalogue of Life.